# 徳島県道148号中部山渓轟公園線
徳島県道148号中部山渓轟公園線（とくしまけんどう148ごう ちゅうぶさんけいとどろきこうえんせん）は、徳島県海部郡海陽町を通る一般県道である。

## 概要

### 路線データ
- 起点：海部郡海陽町平井字王餘魚谷（かれいだに）（中部山渓県立自然公園内 轟公園前）
- 終点：海部郡海陽町小川字皆の瀬（国道193号交点）
- 現道：9,452 m[1]
- 旧道：142 m[1]

## 歴史
- 1973年（昭和48年）6月29日 - 認定。
- 1974年（昭和49年）3月29日 - 区域が指定、正式に供用開始。

## 地理
沿道には集落があり、いくつか改良区間がある。起点から続く道を進むと轟の滝がある。

### 通過する自治体
- 徳島県
  - 海部郡海陽町

### 交差する道路
| 交差する道路                                        | 交差する場所 | 交差する場所 |
| --------------------------------------------------- | ------------ | ------------ |
| 大木屋小石川林道（高知県道369号大木屋丸山線未供用） | 平井         |              |
| 国道193号 徳島県道253号山川海南線 重複              | 小川字皆の瀬 | 終点         |

### 沿線
- 海部川
- 轟の滝